# Herbert Lawford
Herbert Fortescue Lawford (ur. 15 maja 1851 w Bayswater, zm. 20 kwietnia 1925 w Dess) – brytyjski tenisista, zwycięzca Wimbledonu.

## Kariera tenisowa
Lawford w przeciągu trwania swojej kariery sześć razy wystąpił w decydującym meczu o tytule Wimbledonu. W 1880 roku wygrał wimbledoński turniej pretendentów (All Comers), ale nie sprostał w meczu o tytuł zwycięzcy z 1879 roku Johnowi Hartleyowi. W 1884 roku ponownie wystąpił w meczu o tytuł (challenge round), tym razem przegrywając z Williamem Renshawem. Z tym samym rywalem przegrywał w dwóch kolejnych latach w challenge round, by w 1887 roku zdobyć swój jedyny tytuł mistrzowski. Wykorzystał nieobecność Williama Renshawa i w finale turnieju pretendentów pokonał jego brata, Ernesta Renshawa. Jako obrońca tytułu z kolei sam miał zapewnione prawo udziału w challenge round w 1888 roku. W meczu tym Ernest Renshaw zrewanżował się za porażkę z poprzedniej edycji.
W 1879 roku Lawford odniósł ponadto turniejowe zwycięstwo w deblu w parze z Lestocqem Erskinem, ale debliści rywalizowali wówczas na kortach Oxfordu (do 1884) i mecze te nie są uwzględniane w oficjalnych statystykach wimbledońskich.
Wprowadził nowe zagranie w repertuar tenisowy, topspinowy forhend, początkowo nazywany „uderzeniem Lawforda”. Swoim ulubionym uderzeniem operował z głębi kortu, nie atakując zazwyczaj przy siatce.
W 2006 roku jego nazwisko, jako jednego z pionierów tenisa, wpisano do Międzynarodowej Tenisowej Galerii Sławy.

### Finały w turniejach wielkoszlemowych

#### Gra pojedyncza (1–5)
| Końcowy wynik | Nr | Data | Turniej           | Nawierzchnia | Przeciwnik      | Wynik finału            |
| ------------- | -- | ---- | ----------------- | ------------ | --------------- | ----------------------- |
| Finalista     | 1. | 1880 | Wimbledon, Londyn | Trawiasta    | John Hartley    | 3:6, 2:6, 6:2, 3:6      |
| Finalista     | 2. | 1884 | Wimbledon, Londyn | Trawiasta    | William Renshaw | 0:6, 4:6, 7:9           |
| Finalista     | 3. | 1885 | Wimbledon, Londyn | Trawiasta    | William Renshaw | 5:7, 2:6, 6:4, 5:7      |
| Finalista     | 4. | 1886 | Wimbledon, Londyn | Trawiasta    | William Renshaw | 0:6, 7:5, 3:6, 4:6      |
| Zwycięzca     | 1. | 1887 | Wimbledon, Londyn | Trawiasta    | Ernest Renshaw  | 1:6, 6:3, 3:6, 6:4, 6:4 |
| Finalista     | 5. | 1888 | Wimbledon, Londyn | Trawiasta    | Ernest Renshaw  | 3:6, 5:7, 0:6           |